# 周华章
周华章（1917年—1968年9月30日）祖籍江苏江阴，生于上海，中国数量经济学的先驱。

## 生平
1917年，周华章生于上海一个工商业者家庭。1928年，周华章入同济大学附属中学。1934年考入国立清华大学物理系，因病而缺课，后来经袁复礼教授推荐而转入地学系气象学专业。1941年，周华章考入南开经济研究所，攻读经济学硕士。当时，该研究所在统计学方面比较突出，有研究中国经济的传统 ，许多知名经济学家如何廉（该所创始人）、方显廷、陈序经、张纯明、李卓敏、朱炳南、段茂澜、鲍觉民、韩鸿丰、吴大业、邓传诗、陈国平、陈振汉、藤茂桐、黄肇兴、崔书香、刘君煌、陈能兰等人1941年时均在该所任教。周华章属于该所第三届学生。
南开经济研究所承担了由国外基金资助的中国工业化问题的研究项目，陈振汉首先对国外工业区位论进行引进及研究，周华章于1944年发表《经济史研究之前瞻》一文也十分关注工业区位论。陈振汉教授发表的三篇工业经济文章并未使用数量分析方法，而周华章当时正准备将数学作为工具，使工业区位论与中国社会经济现实相结合。周华章的《工业区位理论的修正说》一文，对该理论的创始人阿尔弗雷德·韦伯的理论进行修正。
1948年，周华章通过了中华民国教育部的出国考试。1949年春，周华章由上海乘船赴美国留学，入芝加哥大学经济学院攻读经济学博士。 当时，芝加哥大学的计量经济研究方兴未艾。周华章的才华引起了美国经济学家雅各布·马尔沙克教授（Jacob Marschak，1898－1977）的注意，马尔沙克指派周华章协助自己编写《Problems in the Theory of Employment, National Income and Price Level》（就业、国民收入及价格水准理论题解）。在芝加哥大学，他还受到米尔顿·弗里德曼（Milton Friedman）、盖尔·约翰逊（D. Gale Johnson）、佳林·库普曼斯（Tjalling Koopmans）、劳埃德·梅茨勒（Lloyd Metzler）等老师的影响。周华章的博士论文为The Influence of Interregionaland Inernational Commodity and Factor Movement on the Distribution of National Income——A Mathematical Treatment（周华章自己在履历表中译为《区际与国际货物与生产因素对国民所得分配之影响——一个数学的探讨》）。该论文对萨缪尔森的理论提出疑问。后来，1953年萨缪尔森在《一般均衡中的要素价格和商品价格》一文中，在更普遍的意义上对要素价格平均化重新进行了探讨。1952年8月，周华章获得了芝加哥大学经济学博士学位。毕业后，因美国弥漫麦卡锡主义，美国中央情报局控制了该批中国留学生，故周华章并未立即获得回国签证。于是在此期间，他又随Jacob Marschak教授主持《Resource Allocation Theory——A Mathematical Statistical Study》（资源分配理论——一个数理统计学的探讨）项目研究。1953年1月，美国政府准予周华章归国。
回国后，周华章的工作与其专业不太对口。他还参加了中国民主同盟。1956年3月18日，周华章致信中宣部科学处、理论教育处处长于光远，要求调换工作，信中称：
 … … 虽然技术经济学与数理统计，与概率论都有关系，因此后述二者我也有相当了解，但我的专业是前者，特别是前者与国际经济的关系及计划经济的关系。 我想了解有没有更能发挥我的潜力的工作岗位？ 如果有，我不计地点（边疆也可以），不计待遇名义，不过希望与家属一起去。 我对工作并无成见，主要以发挥潜力为主，又，我是民盟盟员。2．如果现在还不能确定有没有这种工作 ，能否在暑假中找到一个机会让我试用技术经济学方法来研究一些问题 ，看看效果如何。
经于光远介绍，周华章被调到清华大学。同年，为配合“两弹一星”研究 ，钱学森和许国志在中国科学院力学研究所成立OR研究组，同时从清华大学电机系分出自动控制系，并在其下筹组运筹学专业，许国志设计教学大纲及课程，周华章负责教学工作。 经周华章筹划，清华大学成立运筹一班、运筹二班，成为最早的运筹学本科班级。周华章还在中国科学院力学研究所任兼职研究员，在该所运筹室和许国志、刘源张共同工作。1957年至1958年期间，中华人民共和国甚至掀起了推广运筹学的“群众运动” 。
文化大革命开始后，周华章遭到攻击。为结束清华大学武斗，1968年7月27日，毛泽东派迟群（8341部队科长） 、谢静宜（机要员）率“工人阶级毛泽东思想宣传队”进驻清华大学两派进行武斗的校区。此后，在“清理阶级队伍” 运动中，周华章再度被揪出，被打成“间谍”、“反革命”、“反动学术权威”。1968年9月30日，周华章自杀身亡。
“四人帮”及迟群、谢静宜倒台后，经周华章的夫人章臣懿要求，清华大学新领导班子对周华章案进行复查，1978年5月9日推倒了周华章背负的“间谍” 、“反革命” 、“反动权威”等罪名，作出结论称“周华章同志历史清楚，拥护中国共产党的领导 ，热爱社会主义祖国”。